# Christoph Greiss zu Wald
Christoph Greiss zu Wald (auch von Greissen) (* 1563; † 19. November 1617) war Adeliger und niederösterreichischer Land-Untermarschall.

## Leben
Christoph der Jüngere Greiss zu Wald war der Sohn von Christoph (dem Älteren) Greiss, († 1576) k. k. Oberstabelmeister und niederösterreichischer Regimentsrat, und von Maria Magdalena Freiin von Khuen-Belásy. Er blieb im Ritterstand und war Herr auf Gföhl und Pielahaag. Seit 1587 war er niederösterreichischer Landrat und von 1609 bis zu seinem Tode Landuntermarschall.
Als Evangelischer (Protestant) unterzeichnete er 1608 den Horner Bund.
Er war dreimal verheiratet, es überlebten ihn aber nur zwei Töchter.